# Alberic
Pour l’article ayant un titre homophone, voir Albéric.
Alberic, en valencien et officiellement, (en espagnol : Alberique), est une commune espagnole de la province de Valence dans la Communauté valencienne. Alberic est située dans la comarque de la Ribera Alta et dans la zone à prédominance linguistique valencienne.

## Toponymie
Le nom, autrefois Alberich, provient de l'arabe al-barid signifiant « la poste »[réf. nécessaire].

## Géographie

Localisation d'Alberic
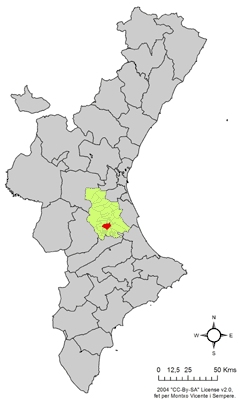
dans la Communauté valencienne.
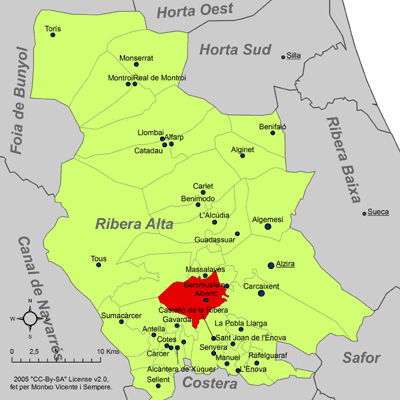
dans la comarque de la Ribera Alta.

### Localités limitrophes
Le territoire municipal d'Alberic est limitrophe de celui de Benimuslem, Massalavés, Antella, Gavarda, Castelló et Carcaixent, toutes situées dans la province de Valence.

### Infrastructures et voies d'accès
La commune d'Alberic est desservie par la ligne 1 du métro de Valence.

## Démographie
| 1990  | 1992  | 1994  | 1996  | 1998  | 2000  | 2002  | 2004  | 2006   |
| ----- | ----- | ----- | ----- | ----- | ----- | ----- | ----- | ------ |
| 9 172 | 9 140 | 9 484 | 9 100 | 9 131 | 9 227 | 9 465 | 9 634 | 10 234 |

## Administration
Liste des maires, depuis les premières élections démocratiques.
| Période     | Nom                       | Parti politique               |
| ----------- | ------------------------- | ----------------------------- |
| 1979-1983   | Salvador Hurtado          | PSPV-PSOE                     |
| 1983-1987   | Vicente Lázaro            | PSPV-PSOE                     |
| 1987-1991   | José María Álvarez        | CDS                           |
| 1991-1999   | Domingo Morcillo          | EUPV                          |
| 1999-2009   | Enrique Carpi Cortés      | PP                            |
| 2009-2012   | Faustino Sala Carceller   | PP                            |
| Depuis 2012 | Antonio Carratalá Mínguez | PP puis Citoyens pour Alberic |

### Sources
- (es) Cet article est partiellement ou en totalité issu de l’article de Wikipédia en espagnol intitulé « Alberic » (voir la liste des auteurs).
- (es) Varaciones de los municipios de España desde 1842, Ministerio de administraciones públicas, octobre 2008, 364 p. (lire en ligne) [PDF]